# Chauffry
 Chauffry  es una comuna francesa situada en el departamento de Sena y Marne, en la región de Île-de-France.

## Demografía
| 424 | 408 | 456 | 662 | 762 | 850 | 1023 |
| Para los censos de 1962 a 1999 la población legal corresponde a la población sin duplicidades (Fuente: INSEE [Consultar]) |     |     |     |     |     |      |